# Kunita-Watanabe-Ungleichung
In der Stochastik bezeichnet die Ungleichung von Kunita-Watanabe eine Verallgemeinerung der  Cauchy-Schwarz-Ungleichung für Integrale von  stochastischen Prozessen. Die Ungleichung wurde 1967 von Hiroshi Kunita und Shinzō Watanabe bewiesen.

## Aussage der Ungleichung
Seien {\displaystyle M} und {\displaystyle N} stetige lokale Martingale und {\displaystyle H}, {\displaystyle K} messbare Prozesse. Dann gilt für {\displaystyle A\subseteq [0,\infty ]}
{\displaystyle \int \limits _{A}\left|H_{s}\right|\left|K_{s}\right|\left|\mathrm {d} \langle M,N\rangle _{s}\right|\leq {\sqrt {\int \limits _{A}H_{s}^{2}\,\mathrm {d} \langle M\rangle _{s}}}{\sqrt {\int \limits _{A}K_{s}^{2}\,\mathrm {d} \langle N\rangle _{s}}}},
wobei die spitzen Klammern die quadratische Variation bezeichnen und das Integral im Sinne eines Stieltjes-Integral zu verstehen ist.